# Vinko Poljanec
Vinko Poljanec, slovenski katoliški duhovnik, župnik v Škocjanu na Koroškem, borec za pravice Koroških Slovencev, žrtev nacizma, rojen  * 26. marec 1876,  Sv. Urban pri Ptuju (danes Destrnik),  umrl za posledicami internacije  † 25. avgust 1938, Škocjan v Podjuni.

## Življenje in delo
Vinko Poljanec se je rodil l.1876 v Destrniku, takrat še imenovanem Sv. Urban pri Ptuju. Oče mu je bil kmet Valentin, mati mu je bila kmetica Hanca. Po  uspešno končani gimnaziji, ki jo je obiskoval na Ptuju in v Celju, se je vpisal na semenišče v Celovcu.   Ob mnogih drugih narodno zavednih štajerskih bogoslovcih je tu spoznal tudi Franca Ksaverja Meška. Po posvetitvi v duhovnika je bil najprej poslan za kaplana v župnijo Sv. Jurij na Vinogradih (nem. Sankt Georgen am Sandhof, danes severno predmestje Celovca), ki je bila takrat že precej ponemčena in narodnostno težavna, a je bil Poljanec s svojo mladostno energijo in narodno zagnanostjo tudi tamkajšnjemu položaju več kot kos.  Kasneje je bil poklican na pomoč ostarelemu župniku v Škocjan v Podjuni - tam je l.1908 tudi postal župnik in na tem mestu ostal vse do leta 1938.

## Narodno delovanje pokoroškem plebiscitu
Že pred 1.svetovno vojno so se na Južnem Koroškem zaostrovala nasprotja med Slovenci in velikonemško usmerjenimi Avstrijci. Poljanec je v tem boju trdno stal na strani Slovenstva, hkrati pa si prizadeval za čimvečjo mero sožitja med narodoma. Potem, ko je na Koroškem plebiscitu leta 1920 zmagala ideja enotne in nedeljene dežele Koroške v okviru nove republike Avstrije, so se zavedni Slovenci znašli v še težjem položaju. Poljanec se tudi po plebiscitu, kljub grožnjam in pritiskom nemško-nacionalističnih krogov, ni umaknil v Kraljevino Jugoslavijo, temveč je ostal v Škocjanu in si prizadeval rešiti, kar se je rešiti dalo. Leta 1921 je bil izvoljen za poslanca v koroški deželni zbor, kjer se je zavzemal za interese koroških Slovencev do leta 1927. Kasneje je bil izbran za predsednika Slovenske Prosvetne Zveze in svétnika Kmečke zbornice. Potoval je po vsej Podjuni in obronkih Svinške planine,  organiziral narodne shode in zborovanja (po lastnih besedah med 600 in 700   ), in vztrajno spodbujal Slovence k ohranjanju  jezika, vere in kulture. Vseskozi je sodeloval tudi s tednikom Koroški Slovenec, edinim preostalim slovenskim političnim časopisom v  poplebiscitni Avstriji.   Čeprav je do nemško govorečih Korošcev ohranjal spoštljiv in miroljuben odnos, so ga ekstremistični krogi kmalu prepoznali kot enega od zadnjih stebrov Slovenstva v Podjuni in na vsem Južnem Koroškem.

## Anschluss, aretacija in smrt
12. marca 1938 je vojska nacistične Nemčije vkorakala v Avstrijo in razglasila pripojitev avstrijske države k Tretjemu rajhu. S tem so tudi v Avstriji dobili absolutno oblast nacional-socialisti, na Koroškem pa tisti ekstremistični proti-slovenski elementi, ki jih je konservativni režim Kurta Schuschnigga do takrat še poskušal držati pod kontrolo. Na Južnem Koroškem je kmalu prišlo do čistk preostalih vidnejših slovenskih intelektualcev, in med prvimi so zaprli tudi Vinka Poljanca. Aretirali so ga 12.03.1938 na železniški postaji v Pliberku, ko se je poskušal dobesedno v zadnjem trenutku umakniti v Jugoslavijo. Po kratki sodni obravnavi v Celovcu so ga 3 mesece držali v policijskem priporu, pod nadzorom Gestapa.  Obstaja sum, da so ga v tem obdobju zastrupljali s tem, da so mu v hrano mešali živo srebro.   
Iz pripora je bil izpuščen popolnoma shiran in oslabel. Po nalogu Gestapa mu je bilo prepovedano nadaljnje bivanje v Škocjanu, zato je prosil ordinariat za odobritev bolniškega dopusta. Po nekajmesečnem zdravljenju v bolnišnici sester elizabetink v Celovcu je umrl 25. avgusta 1938, star 62 let. Njegovega pogreba v Škocjanu 29.08.1938 se je kljub grožnjam nacistov udeležila množica okoli 3000 ljudi  – šlo je za eno od zadnjih tako množičnih manifestacij koroških Slovencev, preden je nacizem po njih udaril z vso silo.

## Slovensko prosvetno društvo Vinko Poljanec
Slovensko prosvetno društvo iz Škocjana ob Klopinjskem jezeru je v spomin na svojega dolgotrajnega župnika Vinka Poljanca leta 1959 prevzelo njegovo ime in se tako imenuje še danes.